# Sainte-Anne (Martinique)
Sainte-Anne ist eine französische Gemeinde im Übersee-Département Martinique. Sie gehört administrativ zum Arrondissement Le Marin. Die Einwohner nennen sich Saintannais. Sie gehörte bis zu dessen Auflösung 2015 zum Kanton Sainte-Anne.

## Bevölkerungsentwicklung
| 1961 | 1967 | 1974 | 1982 | 1990 | 1999 | 2006 | 2013 | 2019 |
| ---- | ---- | ---- | ---- | ---- | ---- | ---- | ---- | ---- |
| 2816 | 3120 | 3001 | 3360 | 3857 | 4131 | 5206 | 4436 | 4444 |

## Sehenswürdigkeiten
- Kirche „Notre-Dame de Sainte-Anne“ aus dem Jahre 1824 – Monument historique[1]

## Partnergemeinden
- Pinar del Río, Kuba
- Mussidan, Frankreich
- Gorée, Senegal
- Limbé, Haiti
- Qualibou, St. Lucia
- La Plaine, Dominikanische Republik
- Bouillante, Guadeloupe